# 聖多美普林西比經濟
聖多美和普林西比經濟，傳統上十分倚重可可種植，但正在經歷相當大的變化，因為投資於畿內亞灣的石油工業。2003年，政府同意成立共同開發區，讓聖多美和普林西比擁有40％的收入。

## 歷史
在葡萄牙殖民時代，葡萄牙人在當地成立甘蔗種植園，這里同時也是奴隸船停泊地。

## 石油
地質學家估計，幾內亞灣地區（尼日爾河三角洲）擁有超過100億桶石油，但儲量尚未得到證實。
在2005年，一個與尼日利亞聯合勘探石油的項目向政府捐助5000萬美元的收入。聖多美普林西比樂觀認為，重大石油發現即將到來。在2006年，在深水區塊的第一次測試性勘探中發現了石油，但在商業上不可行。

## 農業
自1800年代開始，聖多美和普林西比的經濟就建基種植園經濟。直到獨立時，葡萄牙人擁有的種植園佔全國耕作地域的90%，獨立後葡萄牙人的種植園由國有企業繼續營運，聖多美和普林西比最主要作物是可可，佔全國出口貨品量的95%。其他農產品包括椰子核、棕櫚油種子和咖啡。

## 經濟問題
政府有由國際貨幣基金組織進行信貸融資安排的經濟計劃。